# Mikrobiologia lekarska
Mikrobiologia lekarska – dział mikrobiologii zajmujący się oddziaływaniem mikroorganizmów (bakterii, wirusów, prionów, grzybów, pasożytów) na organizmy wyższe, a w szczególności na organizm człowieka, a także na ekologię środowiska. W obrębie zainteresowań mikrobiologii lekarskiej znajduje się diagnostyka, leczenie i profilaktyka zakażeń, badanie toksyczności drobnoustrojów, ich lekooporności i jej mechanizmów. W Polsce jest jedną ze specjalizacji lekarskich, a jej konsultantem krajowym od 1 czerwca 2018 jest prof. dr hab. n. med. Katarzyna Dzierżanowska-Fangrat.
Mikrobiologia lekarska stanowi podstawy diagnostyki i leczenia wszystkich chorób zakaźnych. Mikrobiologia lekarska narodziła się właściwie razem z mikrobiologią ogólną, tj. za czasów Louisa Pasteura.